# Động đất ngoài khơi Iwate 2022
Động đất ngoài khơi Iwate 2022 (岩手県沖地震 Iwate-ken oki jishin) là trận động đất xảy ra vào lúc 23:25 (theo giờ địa phương), ngày 18 tháng 3 năm 2022. Trận động đất có cường độ 5,5 richter. Tâm chấn độ sâu khoảng 15km, nằm ngoài khơi bờ biển tỉnh Iwate. Không có cảnh báo sóng thần cho trận động đất này. Trận động đất không có thiệt hại về người, nhưng tình trạng mất điện đã xảy ra trên diện rộng, giao thông bị gián đoạn và các nhà máy phải tạm ngừng hoạt động.

## Cường độ địa chấn
| Cường độ | Tỉnh   | Địa điểm                       |
| -------- | ------ | ------------------------------ |
| 5+       | Iwate  | Noda                           |
| 5-       | Iwate  | Fudai                          |
| 4        | Iwate  | Miyako, Kuji, Kunohe, Ichinohe |
| 4        | Aomori | Hachinohe                      |